# LRM vz. 99 ANTOS
LRM vz. 99 ANTOS je lehký minomet ráže 60 mm české zbrojovky VOP CZ, s.p. Výhodou tohoto minometu je jeho nízká hmotnost a malé rozměry, proto je především určen pro výsadkové a speciální jednotky, dále také pro osádky obrněných transportérů a bojových vozidel pěchoty jako doplňková vezená výzbroj. Většina částí je vyrobena z pevnostních hliníkových slitin a plastů. Minomet může být vybaven mechanickým anebo kapalinovým zaměřovačem.
Výroba:
1)  VTÚVM (Vojenský technický ústav výzbroje a munice, Slavičín) – pobočka VOP 026 Šternberk Lokalita Slavičín (od 16. 4. 2012 – 31. 12. 2012 pod přejmenovaným podnikem na VOP CZ). Od roku 2013 VTÚVM byl přebrat pod státní podnik VTÚ, s. p.
2)  MSM GROUP (Založeno roku 2012, Dubnica nad Váhom) – pobočka CSG (CZECHOSLOVAK GROUP a.s.), CSG vlastní od roku 2012 bývalou lokalitu VOP 026 Šternberk, kde má v současné době pobočku EXCALIBUR ARMY spol. s.r.o. Výroba v MSM GROUP probíhala pro Poláky.

## Technické parametry
- Ráže: 60 mm
- Délka zbraně: 905 mm
- Délka hlavně: 650 mm
- Hmotnost zbraně s kapalinovým zaměřovačem: 5,3 kg
- Hmotnost zbraně s mechanickým zaměřovačem: 4,9 kg
- Hmotnost skladového obalu se zbraní a příslušenstvím: 19 kg
- Rozsah mířeného náměru: 45° ÷ 85°
- Minimální dostřel (+21 °C, 85°, základní náplň 0): 80 m
- Maximální dostřel (+21 °C, 45°, plná náplň 1): 1230 m
- Maximální provozní tlak v hlavni: 18 MPa
- Rozsah teplot pro použití zbraně: −30 °C ÷ +60 °C
- Způsob odpálení zbraně: autoperkusí / spouští na madle

## Uživatelé
- Armáda České republiky – ve výzbroji u 601. skupiny speciálních sil gen. Moravce
- Jordánské ozbrojené síly – 100 minometů od roku 2010
- Polská armáda – ve výzbroji od roku 2011 u JW Grom